# OVRA
 (avril 2017).
L'Organisation de la surveillance et de la répression de l'antifascisme, dite OVRA (en italien : Organizzazione di Vigilanza e Repressione dell'Antifascismo) est l'ensemble des services secrets de police politique dont se dota l'Italie fasciste, officiellement actifs d'abord entre 1930 et 1943, puis sous la République sociale italienne (RSI) de 1943 à 1945. Il est d'usage de nommer par cet acronyme de façon plus générale la police politique fasciste telle qu'elle œuvra dès avant la date officielle de 1930, en particulier à partir de 1926, à la suite de l'entrée en vigueur des lois dites fascistissimes. 
Cette police secrète, créée à l'initiative de Benito Mussolini lui-même, était organisée en onze inspectorats de sécurité publique (ispettorati di pubblica sicurezza), couvrant la totalité du territoire de l'Italie et s'appuyant sur un vaste et redoutable réseau d'informateurs. Les missions imparties à l'OVRA consistaient à surveiller et réprimer les organisations subversives, la presse hostile à l'État et les groupes d'étrangers. À cet effet, l'OVRA compilait également les informations recueillies par les services de renseignement de plusieurs autres corps de l'État investis de missions de sécurité publique, et se chargeait de transmettre le dossier des suspects au Tribunal spécial de défense de l'État ou aux commissions de relégation (confino). 

## Dénomination
L'appellation OVRA demeure inexpliquée ; si elle passe habituellement pour un sigle, son libellé est sujet à plusieurs interprétations différentes : Opera Volontaria per la Repressione dell'Antifascismo (Œuvre Volontaire pour la Répression de l'Antifascisme), Organizzazione di Vigilanza e Repressione dell'Antifascismo (Organisation de Surveillance et de Répression de l'Antifascisme), ou Organo di Vigilanza dei Reati Antistatali (Organe de Surveillance des Crimes contre l'État).
L'historien Luigi Salvatorelli se souvient de l'énoncé suivant, donné au moment où l'existence de ce service fut révélé pour la première fois : Opera Volontaria di Repressione Antifascista, appellation ayant la vertu d'en souligner le caractère volontaire et son fonctionnement par la délation, et donc propre à bien faire comprendre aux opposants qu'ils risquaient de buter à tout moment sur quelque agent fasciste volontaire vêtu en bourgeois (civil).
Il a été observé par ailleurs que l'acronyme rappelle par ses sonorités le mot italien piovra (pieuvre) ou le nom Okhrana, la police secrète du tsar de  Russie. Il existe une autre version encore selon laquelle une faute d'impression serait à l'origine de cette désignation (laquelle dès lors ne serait pas un acronyme), et que celle-ci aurait ensuite été maintenue en raison de sa consonance menaçante.
Guido Leto, l'un des hommes clef du ministère de l'Intérieur pendant la période fasciste, révéla dans son livre Ovra qu'OVRA ne correspondait à aucun sigle. Ce fut Benito Mussolini qui forgea ce mot en le dérivant de piovra pour caractériser une police tentaculaire destinée à tenir sous son contrôle le pays tout entier. Mussolini était convaincu que le nom mystérieux de OVRA « susciterait curiosité, crainte, sensation de surveillance insaisissable et de toute-puissance ».
Selon Antonio Sannino également, la séquence de quatre lettres OVRA ne formerait nullement un acronyme ni un sigle, et serait dépourvue de sens. Elle aurait été littéralement inventée par Mussolini à l'occasion d'une opération de police qui n'eut ensuite aucun prolongement sur le plan organisationnel ; l'OVRA comme entité à part, distincte de la police d'État, n'aurait même jamais existé, pas davantage que n'aurait jamais existé une police secrète fasciste. Durant les deux décennies du régime fasciste, le seul service secret opérant légalement aurait été, toujours aux dires de Sannino, le SIM, Service de renseignement militaire (Servizio informazioni militari), dont l'origine était l'Ufficio I (Office I, I pour Informazioni), institué en 1901. Le SIM était de la compétence exclusive des carabiniers royaux et était chargé de missions de contre-espionnage, c'est-à-dire de combattre les services de renseignement d'autres États. En fait, des agents secrets des carabiniers étaient présents dans toutes les ambassades italiennes, mais étant donné la structure militaire et monolithique du SIM, il est malaisé de tracer une ligne de démarcation nette entre le travail de contre-espionnage proprement dit et les activités tournées vers l'espionnage intérieur et visant à lutter contre l'antifascisme.

## Genèse et historique
« Dans l'armée, il y avait une arme qui, avant tout, présentait un caractère exclusivement dynastique : l'arme des carabiniers. Elle était l'arme du roi. Le Fascisme s'employa lui aussi à organiser une police qui offrît des garanties du point de vue politique, et lui adjoignit une organisation secrète : l’OVRA. »

— Benito Mussolini
Dans le sillage de l'attentat manqué contre le Duce, commis en 1926 par le jeune Anteo Zamboni, un ensemble de lois répressives, intitulées lois de défense de l'État (Legge di difesa dello stato), dites aussi lois fascistissimes, fut promptement adopté par le gouvernement italien. Tout parti, association ou organisation opposé au régime fasciste fut dissous, et toute personne convaincue d'avoir « commis ou exprimé l'intention de commettre des actions visant à renverser par la violence l'ordre social, économique ou national ou de saper la sécurité nationale ou de contrecarrer ou entraver l'action du gouvernement » pouvait être envoyée en exil ou se voir infliger une peine de relégation (confino). Ces mêmes lois prévoyaient la création d'un Tribunal spécial de défense de l'État (Tribunale speciale di difesa dello stato) qualifié à juger ceux accusés d'être des ennemis de l'État et, s'il avait lieu, de les condamner à de lourdes peines de prison, voire à la peine capitale, celle-ci ayant en effet été restaurée en vertu desdites nouvelles lois.
Dans cette perspective, priorité fut donnée à une réorganisation de la police nationale, connue sous la dénomination de Pubblica sicurezza ou PS, réorganisation qui fut confiée au haut fonctionnaire Arturo Bocchini. Un organisme spécial devait, selon le désir de Mussolini, être mis en place et rassembler tous les services de police politique, et jouirait d'une compétence territoriale plus étendue et de pouvoirs plus larges que les préfectures de police. Le nouveau code de lois relatif à la sécurité publique (Testo unico delle leggi di pubblica sicurezza, souvent abrégé en TULPS), qui avait été promulgué en 1926 et serait ensuite révisé en 1931, faisait spécifiquement mention d'un corps de police politique spéciale ayant pour mission de contrôler et juguler la dissidence politique. Cette division spéciale viendra plus tard à être connue sous le nom de OVRA, et fut en fait la deuxième en date des polices politiques fascistes, après la dénommée « Tchéka fasciste », que Mussolini avait d'abord créée en s'inspirant de la police secrète soviétique.
Dans un discours resté célèbre, le discours de l'Ascension du 26 mai 1927 devant la Chambre des députés, Mussolini déclara :

« Messieurs : il est temps de dire que la police n'est plus désormais seulement respectée, mais qu'elle est aussi honorée ; messieurs : il est temps de dire que l'homme, avant d'éprouver le besoin de la culture, a senti le besoin de l'ordre : en un certain sens, l'on peut dire que le policier a précédé dans l'Histoire le professeur. (...) Je dois me charger de la mission de gouverner la nation italienne 10 à 15 années encore. Cela est nécessaire. Mon successeur n'est pas né encore. »

Le premier noyau de ce qui deviendrait l'OVRA naquit avec la mise en place à Milan en 1927 d'un inspectorat spécial de police, qui présentait toutes les caractéristiques typiques d'un organisme secret, recourant notamment à divers dispositifs de camouflage, tant en ce qui concerne son siège (dissimulé sous l'enseigne d'un négociant en vins méridional) que les personnels qui y travaillaient. La direction en fut confiée à l'inspecteur Francesco Nudi, lequel eut soin, à l'instar du nouvel organisme, de se tenir à l'ombre. L'existence de l'OVRA ne fut connue du public qu'à partir de décembre 1930, lorsque l'agence Stefani diffusa, selon les indications de Mussolini lui-même, la nouvelle que la section spéciale OVRA de la Direction générale de la police d'État avait « mis au jour une organisation clandestine qui tramait des actions délictueuses contre le régime ».
À la fin de la décennie 1920, l'OVRA s'était structurée en dix zones couvrant la totalité du territoire de l'Italie, et les inspectorats correspondants demeureront en activité jusqu'à l'armistice de 1943. Les activités d'investigation et de répression des agents de l'OVRA étaient gardées secrètes y compris pour les préfectures de police, lesquelles n'eurent connaissance des actions de l'OVRA qu'après que l'on fut passé à la phase d'exécution de l'opération, avec arrestations et détention d'antifascistes. Le halo de mystère qui l'enveloppait rendait son action plus redoutée, et d'autant plus efficace ; en Italie régnait une atmosphère de suspicion, portant la population à s'abstenir p.ex. d'exprimer des jugements sur le fascisme, car il se disait que l'OVRA laissait partout traîner ses oreilles. 
Il est estimé que sur l'ensemble des personnes arrêtées par l'OVRA, 10 000 environ furent envoyées en exil ou reléguées sur quelque île méditerranéenne éloignée, et que 5 619 (y inclus les inculpés de délits non politiques) furent jugées par le Tribunale speciale, qui prononça quelque 4 600 condamnations, totalisant 27 753 années d'incarcération. Les conditions d'existence dans ces lieux étant réputées très rudes, nombre d'anti-fascistes furent portés, par souci de leur propre sécurité, à quitter le pays. De 1927 à 1940, seules 33 personnes furent condamnées à mort par le Tribunal spécial, desquelles 22 furent effectivement exécutées. L'on sait que Heinrich Himmler rencontra Bocchini à plusieurs reprises et qu'il organisa la Gestapo sur le moule de l'OVRA. Un accord secret fut signé en avril 1936 par les chefs des deux organisations policières en vue d'approfondir leur coopération.
L'OVRA fut dissoute une première fois en 1943, à la suite de la chute de Mussolini, alors que le directeur en était Guido Leto, puis reconstituée le 18 septembre 1943 sur le territoire alors tenu par la République sociale italienne, pour enfin être définitivement démantelée le 25 avril 1945. En 1946 fut livrée à la presse une liste des informateurs de l'OVRA, laquelle liste avait été établie sur la foi de documents examinés par une commission spéciale nommée par le Conseil des ministres ; en avaient toutefois été écartés préalablement les noms des personnes décédées et ceux des fonctionnaires de la P.S., tandis qu'était reconnu le droit pour les individus cités dans la liste de déposer un recours en annulation dûment motivé auprès d'une autre commission spéciale.

## Fonctionnement et activités
L'OVRA se composait en fait d'un ensemble d'inspectorats généraux de sécurité publique (P.S., Pubblica sicurezza), compétents sur autant de zones, et institués à des époques successives au fur et à mesure que s'en faisait ressentir le besoin, pour finir par atteindre le nombre de onze et par couvrir le territoire national tout entier. Le premier fut mis en place en Lombardie en 1927, le dernier dans la région de Ljubljana, dans l'actuelle Slovénie, en 1941. Dépendant de la direction générale de la P.S., qui était l'organe central de coordination, et se composant de fonctionnaires et d'agents à qui normalement était laissé le loisir de rejoindre ou non ce service spécial, les inspectorats avaient pour mission spécifique de prévenir et réprimer les délits politiques et les activités antifascistes, qualifiées d'antinationales. Indépendants, en revanche, de toute autorité locale, ils pouvaient se prévaloir, pour exercer leur activité, d'un ample réseau d'informateurs ; ceux-ci, recrutés dans les catégories sociales les plus variées et accomplissant donc leur œuvre dans les milieux les plus divers, étaient choisis par les dirigeants locaux, n'avaient aucun statut formel d'employé de l'administration de la sécurité publique, et étaient rétribués au moyen de fonds secrets mis à disposition du chef de la police.
L'OVRA regroupait et régulait également les services confidentiels de renseignements des carabiniers, des préfectures de police, de la Milice et du parti fasciste, tout en continuant d'entretenir ses liens avec le S.I.M. (Servizio informazioni militari). Les chefs de zone étaient tenus de faire rapport au chef de la police, par des comptes rendus détaillés, sur les informations ainsi recueillies et sur les opérations exécutées, et de déférer les suspects au déjà évoqué Tribunal spécial pour la défense de l'État, ou, dans les cas moins graves, aux commissions chargées de prononcer des assignations à résidence (confino) ou d'adresser une simple admonestation. Ces rapports devaient être soumis au chef du gouvernement, lequel décidait ensuite personnellement des dispositions à prendre, celles-ci se révélant particulièrement sévères à l'égard des communistes, des membres de Giustizia e Libertà, des anarchistes et des Slovènes. Ultérieurement, les inspecteurs de l'OVRA se virent également confier des tâches d'instruction et de répression des opérations spéculatives et de la contrebande de devises perpétrées par des citoyens et des hiérarques fascistes, tâches qui toutefois restèrent toujours secondaires.
En particulier, l'une des missions de l'OVRA consistait à tenir à jour le dénommé CPC (Casellario politico centrale), le Casier politique central, fichier spécial où était scrupuleusement consignée toute information personnelle concernant les subversifs connus, en vue d'établir de chacun d'entre eux un profil personnel contenant toutes données utiles sur sa formation scolaire, sa culture et ses habitudes, jusqu'à des détails précis sur son caractère personnel et son orientation sexuelle. Ce casier sera pour l'OVRA l'un des outils les plus efficaces pour identifier et réprimer les dissidents politiques. L'ubiquité de l'OVRA du reste était telle qu'elle en vint à espionner le Duce lui-même. Salvatorelli a relevé le parallélisme entre développement organisationnel de l'OVRA et déclin des actions clandestines communistes en Italie.
Opérant aussi à l'étranger, l'OVRA infiltrait ses espions parmi les exilés antifascistes, de sorte que lorsqu'un émissaire antifasciste était envoyé clandestinement en Italie, il n'était pas rare que la police ne fût au courant de son identité et des objectifs de sa mission avant même qu'il ne se mît en route. Des agents de l'OVRA furent aussi déployés en Espagne, pendant la guerre civile, lors d'actions clandestines visant des antifascistes italiens.

## Actions et exactions en France
L'OVRA est responsable de l'assassinat de deux opposants de premier plan au régime mussolinien réfugiés en France : les frères Rosselli, Carlo et Nello, abattus par des tueurs liés à la Cagoule à Bagnoles-de-l'Orne en juin 1937.
Un pacte liant l'OVRA et le CSAR (l'organisation secrète fasciste d'Eugène Deloncle plus connue sous son surnom de Cagoule) avait été conclu : en échange de la perpétration de ces assassinats politiques, la Cagoule reçut des armes (notamment des pistolets-mitrailleurs et pistolets semi-automatiques Beretta) et de l'argent pour préparer un coup d'État fasciste en France. Ces armes furent retrouvées dans divers dépôts lors de perquisitions diligentées par le commissaire Jobard et le ministre de l'Intérieur du gouvernement Léon Blum, Marx Dormoy, à qui les cagoulards vouaient une haine tenace. Toutefois, il s'avéra que les cagoulards avaient bien trop peu de troupes pour utiliser cet arsenal.
Après l'invasion de la zone libre sous contrôle de Pétain, en 1942, la Corse se retrouva sous occupation italienne, et en complément de l'armée régulière, des chemises noires et des éléments de l'OVRA se spécialisèrent dans la lutte contre la résistance et firent étalage de cruauté. 
Un des leaders de la résistance en Corse, Jean Nicoli, fut assassiné par des miliciens de l'OVRA. Détail horrible, son cadavre fut décapité au poignard pour tenter d'en empêcher l'identification.
A Nice l'OVRA s'installe dans deux villas de Cimiez, les villas de Nobili et Lynwood. La Villa Lynwood devient son principal centre de torture.

## Prolongements après-guerre
Si, à l'issue de la guerre, l'OVRA fut officiellement démantelée, un décret fut rendu le 26 avril 1945 disposant que le CPC devait être maintenu et « actualisé par des renseignements sur toute personne dont l'activité politique tend à enfreindre les lois et règlements promulgués par le gouvernement démocratique et destinés à lutter contre le néo-fascisme, les anarchistes, lesquels par définition s'opposent à toute loi et à tout gouvernement quels qu'ils soient, et les activistes politiques, dont la dépravation morale et le mépris des lois pourraient les inciter à fomenter des troubles ou à commettre des actes de terrorisme ». Plus tard fut créée par le nouveau ministre de l'Intérieur, le socialiste Giuseppe Romita, à la suite d'une réorganisation des services de police, une division de la PS, dénommée Servizio informazioni speciali (mieux connue sous le sigle de SIS), ayant pour mission de reprendre la gestion du CPC et d'instruire les délits à mobiles politiques et les forfaits propres à cette époque particulière (tels que le marché noir etc.), et à laquelle furent intégrés comme membres du personnel nombre d'anciens officiers de l'OVRA. La personne nommée à la tête du SIS était l'inspecteur général Santoro, l'un des anciens lieutenants de Guido Leto, le ci-devant chef de l'OVRA.
La plupart des lois et règlements de l'ancien TULPS de 1931 furent reconduites par la République italienne, et le même Guido Leto fut ultérieurement rétabli comme fonctionnaire de police de plein exercice, et chargé de la supervision et de la coordination des écoles de police dans l'Italie de l'après-guerre.